# Heliangelus amethysticollis
Heliangelus amethysticollis là một loài chim trong họ Trochilidae.

## Tham khảo

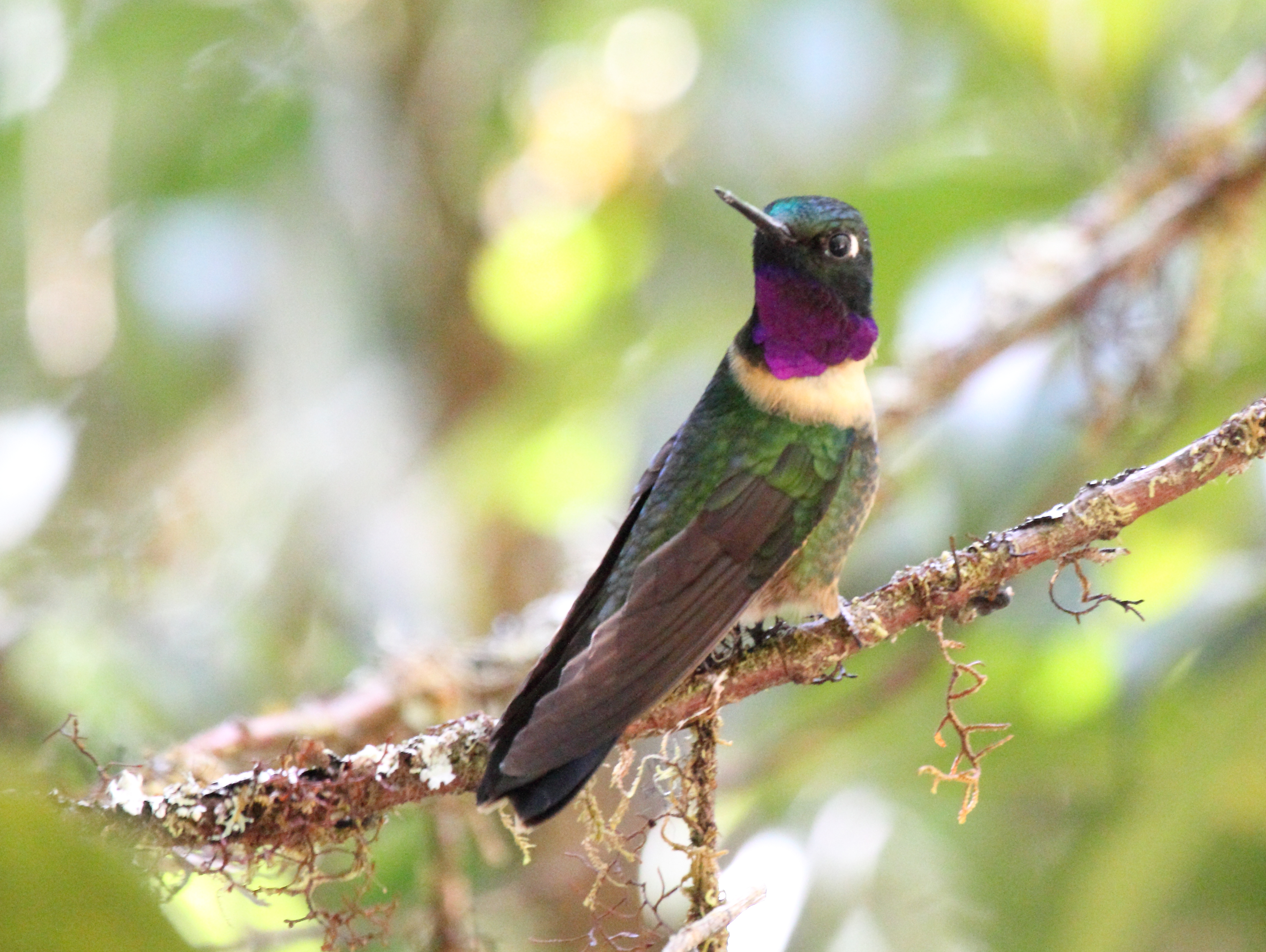
Peru, 2013